# コンテック
株式会社コンテックは、大阪府大阪市西淀川区に本社を置くダイフク傘下の産業用電子機器メーカー。

## 主な事業内容
- デバイス&ソリューション事業
  - 拡張ボード
  - 産業用パソコン
  - ネットワーク関連装置（無線LAN等）
  - ソフトウェア
  - ソリューション（省エネルギー関連等）
  - サービス
- システム事業
  - 生産ライン
  - セキュリティ・トレーサビリティ
  - 流通・物流
- パワー&コントロール事業
  - 非接触給電
- EMS事業（電子機器製造受託）

## 沿革
- 1975年 設立。
- 2007年 東京証券取引所2部に上場。
- 2022年
  - 3月24日 ダイフクによる株式公開買付けが成立。
  - 4月28日 東京証券取引所スタンダード市場上場廃止。
  - 5月6日 株式売渡請求により、ダイフクの完全子会社となる。

## 連結子会社
- 株式会社コンテックソフトウェア開発
- 北京康泰克電子技術有限公司
- 康泰克（上海）信息科技有限公司
- 台湾康泰克股分有限公司
- CONTEC DTx Inc.
- SINGAPORE CONTEC PTE. LTD.